# Топожисько (Малопольське воєводство)
Топожисько (пол. Toporzysko) — село в Польщі, у гміні Йорданув Суського повіту Малопольського воєводства.
Населення — 2169 осіб (2011).
У 1975—1998 роках село належало до Новосондецького воєводства.

## Географія
У селі бере початок річка Дзяльський Потік.

## Демографія
Демографічна структура станом на 31 березня 2011 року:
|          | Загалом | Допрацездатний вік | Працездатний вік | Постпрацездатний вік |
| -------- | ------- | ------------------ | ---------------- | -------------------- |
| Чоловіки | 1080    | 276                | 714              | 90                   |
| Жінки    | 1089    | 294                | 639              | 156                  |
| Разом    | 2169    | 570                | 1353             | 246                  |